# Shigeki Hitosato
Shigeki Hitosato (japanisch 人里 茂輝 Hitosato Shigeki; * 9. September 1994 in Tomakomai) ist ein japanischer Eishockeyspieler, der seit 2022 für den GKS Katowice in der Polska Hokej Liga spielt.

## Karriere
Shigeki Hitosato begann seine Karriere als Eishockeyspieler in der Shirakaba Gakuen Highschool. 2019 wechselte er in die Vereinigten Staaten. Während seines Studiums an der Universität Tokio spielte er für deren Mannschaft um die japanische Hochschulmeisterschaft. Von 2017 bis 2020 stand er bei den Tōhoku Free Blades in der Asia League Ice Hockey auf dem Eis. Als während der COVID-19-Pandemie die Asia League aussetzte, spielte er mit dem Team um den japanischen Pokal. Dabei wurde er 2020 in das All-Star-Team der japanischen Meisterschaft und 2022 in das des Pokalwettbewerbs gewählt. 2022 wagte er den Sprung nach Europa und spielt seither für den GKS Katowice in der Polska Hokej Liga. Mit den Schlesiern wurde er 2023 polnischer Meister.

### International
Für Japan nahm Hitosato im Juniorenbereich an der U18-Weltmeisterschaft 2012 und der U20-Weltmeisterschaft 2014 in der Division I teil. Darüber hinaus nahm er mit der japanischen Studentenauswahl an den Winter-Universiaden 2015 in Granada und 2017 in Almaty teil.
Für das japanische Herren-Team spielte er erstmals in der Saison 2018/19. Zu seinem ersten WM-Turnier kam er bei der Weltmeisterschaft 2022 in der Division I, als er drittbester Scorer nach seinem Landsmann Yūshirō Hirano und dem Polen Alan Łyszczarczyk war. Auch 2023 stand er in der Division I auf dem Eis.

## Erfolge und Auszeichnungen
- 2020 All-Star-Team der japanischen Meisterschaft
- 2022 All-Star-Team des japanischen Pokalwettbewerbs
- 2023 Polnischer Meister mit dem GKS Katowice
- 2023 Aufstieg in die Division I, Gruppe A, bei der Weltmeisterschaft der Division I, Gruppe B